# Кашина Селванеско-Гађоло (Милано)
Кашина Селванеско-Гађоло је насеље у Италији у округу Милано, региону Ломбардија.
Према процени из 2011. у насељу је живело 16 становника. Насеље се налази на надморској висини од 103 м.